# スタジオオルフェ
有限会社スタジオオルフェは小説、アニメ、テレビゲームなどの企画・編集を行っている制作プロダクションである。1993年1月に設立。

## 主な所属者
- 千葉智宏（代表取締役社長）
- 黒田洋介
- 倉田英之
- 長井仁
- 羽音たらく

### 過去の所属者
- 上江洲誠
- 木村暢
- 白根秀樹
- 中村浩二郎